# Castelul Nopcsa din Zam
Castelul Nopcsa este un ansamblu de monumente istorice aflat pe teritoriul satului Zam, comuna Zam, județul Hunedoara. Ansamblul are codul HD-II-a-B-03476 și este format din următoarele componente:
- Castelul Nopcsa (cod LMI HD-II-m-B-03476.01)
- Parc (cod LMI HD-II-m-B-03476.02)

## Localitatea
Zam este satul de reședință al comunei cu același nume din județul Hunedoara, Transilvania, România. Prima mențiune documentară este din anul 1288, cu denumirea Zemteluk.

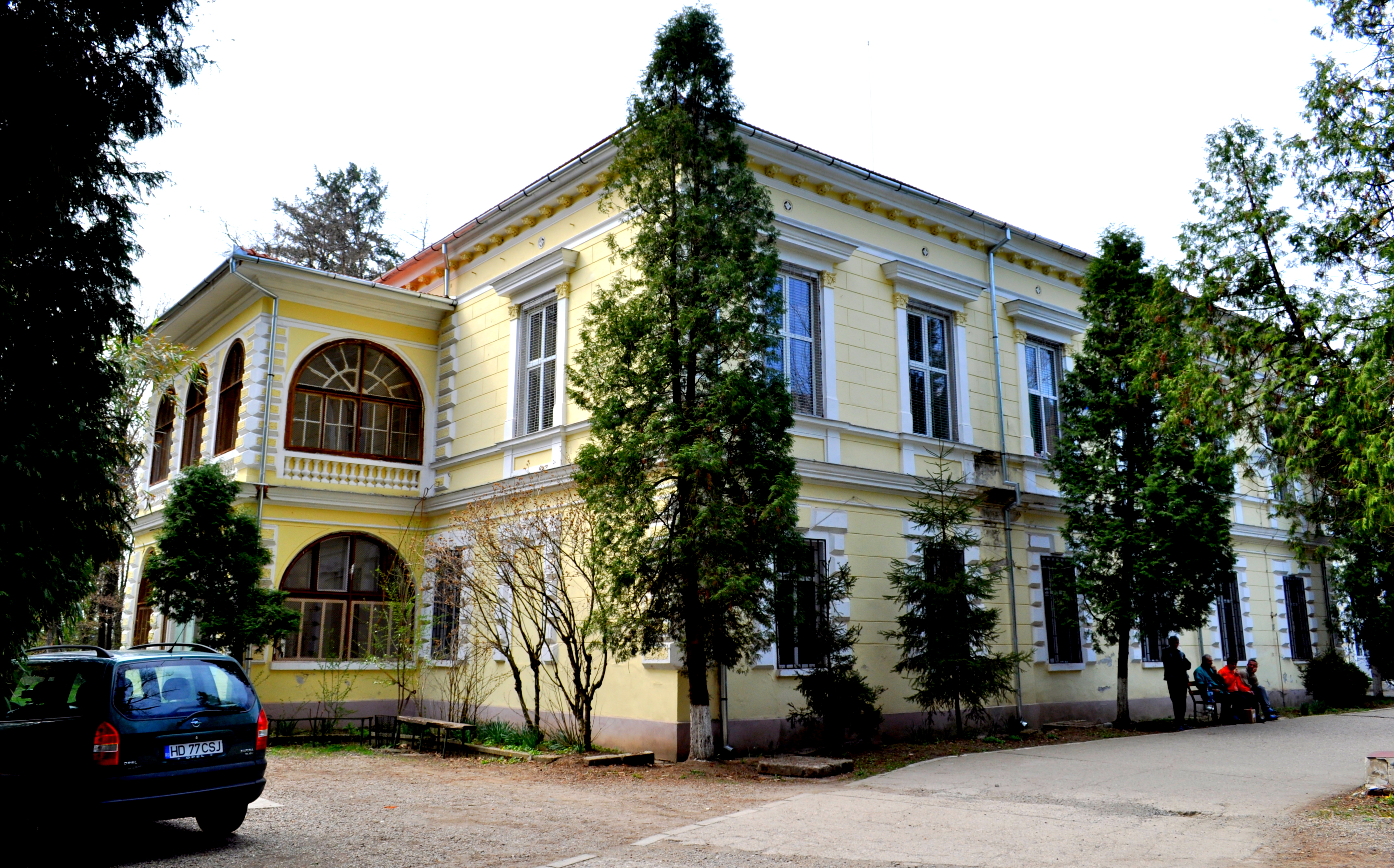
Castelul Nopcsa din Zam (aprilie 2012)

## Istoric și trăsături
Ladislau Nopcsa (1794-1884) a fost un mare proprietar de domenii, el având în posesie, pe lângă domeniile din Fărcădin (în prezent General Berthelot), castelele din Săcel și Zam, precum și numeroase sate. În 1833, după moartea unchiului său, a devenit comite suprem al comitatului Hunedoara. În luna aprilie a anului 1848 a fost nevoit să renunțe la funcție și s-a retras pe domeniul din Zam. Castelul a fost folosit ca refugiu de Nopcsa în timpul revoluției de la 1848–1849. Baronul a avut un rol important în timpul revoluției, fiind prezent la Adunarea Națională de la Blaj, unde a fost ales vicepreședinte al delegației române, ce urma să prezinte Curții de la Viena revendicările românilor din Ardeal. În urma acestui act a intrat în dizgrația altor nobili, precum și în vizorul revoluționarilor maghiari.
La data de 3 noiembrie 1848 aceștia au atacat localitatea Zam, unde erau staționați soldații din Regimentul I de Graniță de la Orlat, loiali autorităților de la Viena. Revoluționarii au devastat castelul din Zam, apoi, la data de 2 decembrie s-au întors și l-au demolat. Nopcsa s-a retras din viața publică și a trăit încă zeci de ani pe domeniile sale din Deva, Hațeg și din zona rurală.
Castelul a stat în ruine timp de trei decenii, până când, în 1879, noul proprietar, avocatul vienez Lekisch, l-a refăcut. Ultimul proprietar al castelului a fost contele Mihály Csernovics, un nobil din Banat, care, conform descrierilor, a adus în parcul castelului numeroase plante exotice. Csernovics a acumulat foarte multe datorii, astfel încât castelul a fost confiscat și a ajuns în  cele din urmă în proprietatea statului român. În prezent, în clădirea castelului funcționează Spitalul de Psihiatrie Zam.